# Mistrzostwa Europy w Judo 1985
34. Mistrzostwa Europy w Judo w 1985 roku mężczyzn odbyły się w dniach 9-12 maja w Hamarze, a kobiety rywalizowały w dniach 15-17 marca w Landskronie. Finałowy turniej drużynowy rozegrano 9 i 10 listopada w Brukseli.

## Klasyfikacja medalowa
Gospodarz zawodów został zaznaczony kolorem.
| Miejsce | Państwo         |    |    |    | Razem |
| ------- | --------------- | -- | -- | -- | ----- |
| 1       | Francja         | 5  | 3  | 4  | 12    |
| 2       | ZSRR            | 5  | 1  | 0  | 6     |
| 3       | Wielka Brytania | 2  | 0  | 7  | 10    |
| 4       | Belgia          | 2  | 0  | 1  | 3     |
| 5       | RFN             | 1  | 6  | 1  | 8     |
| 6       | Polska          | 1  | 1  | 4  | 6     |
| 7       | Rumunia         | 1  | 1  | 0  | 2     |
| 8       | Holandia        | 1  | 0  | 3  | 4     |
| 9       | Austria         | 0  | 3  | 3  | 6     |
| 10      | Szwecja         | 0  | 1  | 3  | 4     |
| 11      | Finlandia       | 0  | 1  | 1  | 2     |
| 12      | Węgry           | 0  | 1  | 0  | 1     |
| 13      | NRD             | 0  | 0  | 2  | 2     |
| .       | Hiszpania       | 0  | 0  | 2  | 2     |
| 15      | Jugosławia      | 0  | 0  | 1  | 1     |
| .       | Bułgaria        | 0  | 0  | 1  | 1     |
| .       | Włochy          | 0  | 0  | 1  | 1     |
| Razem   | Razem           | 18 | 18 | 34 | 70    |

## Medaliści

### Mężczyźni
| Konkurencja: | Złoto: | Srebro: | Brąz: |
| −60kg        | Chazriet Tleceri | Gheorghe Dani | Patrick Roux Carlos Sotillo |
| −65kg        | Cornel Șerban | Marc Alexandre | Jörgen Häggqvist Andreas Paluschek |
| −71kg        | Tamaz Namgalauri | Bertalan Hajtós | Richard Melillo Kerrith Brown |
| −78kg        | Neil Adams | Waldemar Legień | Michel Nowak Per Kjellin |
| −86kg        | Vitaly Pesnyak | Michael Bazynski | Georgi Petrow Peter Seisenbacher |
| −95kg        | Robert Van de Walle | Roger Vachon | Andreas Preschel Günther Neureuther |
| ponad 95kg   | Grigorij Wiericzew | Alexander von der Groeben | Juha Salonen Dragomir Kusmuk |
| Open         | Alexander von der Groeben | Khabil Biktashev | Andrzej Basik Elvis Gordon |
| Drużynowo    | ZSRR · Igor Zhuchkov · Firuz Margiani · Tamaz Namgalauri · Szota Chabareli · Vitaly Pesnyak · Alexander Sivtsev · Grigorij Wiericzew | Francja · Bruno Douet · Marc Alexandre · Richard Melillo · Michel Nowak · Fabien Canu · Roger Vachon · Laurent del Colombo · (Patrick Roux) | Holandia · Jean-Pierre Van Deursen · Laurens Van As · Justin Van Heest · Ben Spijkers · Rene van Ooyen · Willy Wilhelm · Robert van der Vlist |

### Kobiety
| Konkurencja: | Złoto: | Srebro: | Brąz: |
| −48kg        | Marie-France Colignon | Birgit Friedrich | Ann-Marie Briody Anna Chodakowska |
| −52kg        | Pascale Doger | Tipi Kantojärvi | Karen Briggs Edith Hrovat |
| −56kg        | Béatrice Rodriguez | Gerda Winklbauer | Maria Gontowicz Diane Bell |
| −61kg        | Bogusława Olechnowicz | Gabi Ritschel | Ann De Brabandere Ann Hughes |
| −66kg        | Brigitte Deydier | Roswitha Hartl | Elisabeth Karlsson María del Carmen Bellón |
| −72kg        | Ingrid Berghmans | Barbara Claßen | Natalina Lupino Karin Posch |
| ponad 72kg   | Sandra Bradshaw | Anne Åkerblom | Marjolein van Unen Maria Teresa Motta |
| Open         | Marjolein van Unen | Karin Posch | Beata Maksymow Theresa Hayden |
| Drużynowo    | Francja · Fabienne Boffin · Pascale Doger · Béatrice Rodriguez · Céline Géraud · Brigitte Deydier · Natalina Lupino · Isabelle Paque · (Marie-France Colignon) | RFN · Kerstin Emich · Barbara Boerner · Regina Philips · Gabi Ritschel · Petra Wahnsiedler · Barbara Claßen · Regina Sigmund · Birgit Friedrich | Holandia · Jessica Gal · Veronique Akkermans · Chita Gross · Belinda Stoeltjes · Anita Staps · Anoushka Van der Vlist · Marjolein Van Unen · Irene de Kok |